# Carlo Fayer
Carlo Fayer (Ripalta Nuova, 8 ottobre 1924 – Ripalta Cremasca, 27 gennaio 2012) è stato un pittore e scultore italiano.

## Biografia
Nato a Ripalta Nuova, in prossimità di Crema, frequentò le scuole nel paese natìo e, in seguito, a Crema, dove frequentò l'Istituto magistrale. Sul cognome della famiglia, si suppone un'origine spagnola.
Nel 1940 il padre sottopose alcuni suoi lavori a Carlo Martini, il quale ne espresse un lusinghiero parere e scrisse una lettera di presentazione del ragazzo a Contardo Barbieri, direttore dell'Accademia Carrara di Bergamo. Fayer interruppe quindi gli studi magistrali e, a soli sedici anni, iniziò la frequentazione dell'Accademia.
Con gli anni si fecero sempre più numerose le mostre, personali e collettive, a cui partecipò in Italia e all'estero: Crema, Milano, Bergamo, Cremona, Mantova, Urbino, Ferrara, Palermo, Zurigo, Santander, Salamanca, Madrid, Barcellona e Düsseldorf.
Fayer ha sempre vissuto dividendosi fra la terra natale e i molti luoghi dei suoi soggiorni all'estero (Zurigo, Spagna, Provenza, Parigi), fino alla morte nel 2012.

## Produzione artistica

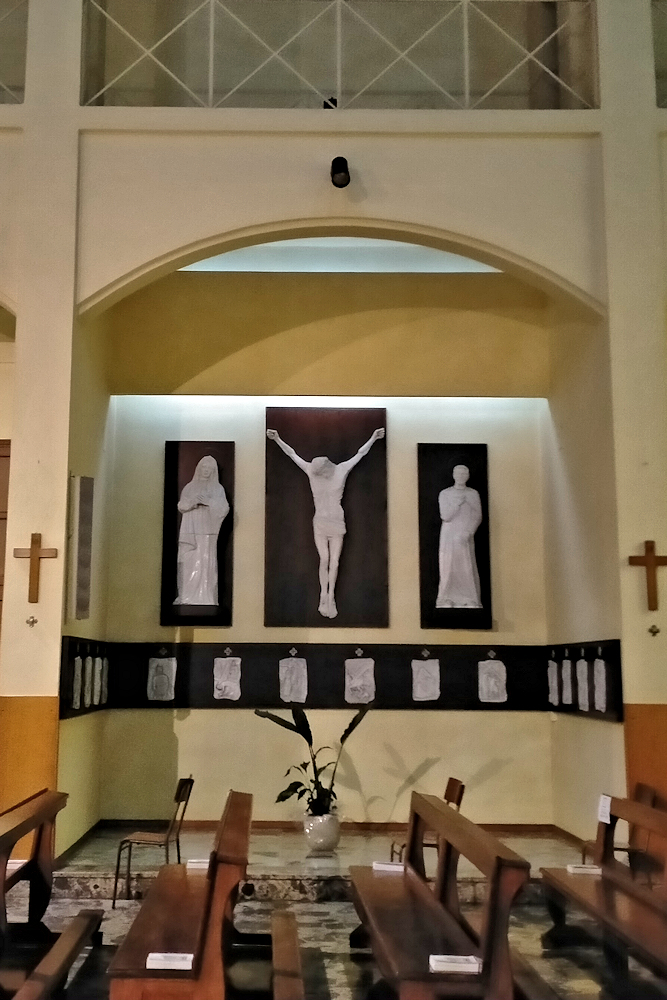
La cappella con le scene della Via crucis realizzate in ceramica invetriata presso la chiesa parrocchiale di Castelnuovo.

Nei primi anni, lo stile pittorico di Fayer era semplice e influenzato, tramite Martini, dal chiarismo lombardo e dalla pittura impressionistica e post-impressionistica francese ed inglese. Ancora al seguito di Martini, Fayer si avvicinò a quella diramazione del chiarismo nota come «Scuola di Burano». Nel 1950 Martini espose infatti alla Biennale di Venezia di quell'anno, portandosi dietro il giovane Fayer nella visita della città e dell'isola di Burano.
Con gli anni si fece strada uno stile pittorico più autonomo ed originale, definito «post-informale», dove «nella sua adesione al culto della materia mantiene l'esigenza di esprimere il visibile, spogliandolo però dell'osservazione esatta, rifiutando l'elenco infinitesimale dei particolari che nella sua sensibilità vengono giudicati inutili e ridondanti».
Accanto alla pittura, a partire dal 1958 si avvicinò alla ceramica, dipingendo piatti o statue appena abbozzate e dal gusto primitivo ed informale, e della vetrata; a partire dagli anni ottanta inaugurò la tematica dei cosiddetti «muri», opere prima dipinte, poi «costruite», generalmente in terracotta.
Opere di Fayer sono conservate presso il Museo civico di Crema e del Cremasco e presso il Museo internazionale design ceramico di Laveno-Mombello.